# Omar Benson Miller
Omar Benson Miller (Anaheim, Kalifornia, 1978. október 7.–) amerikai színész.
Legismertebb szerepe Walter Simmons a CSI: Miami helyszínelők (2009–2012), illetve Charles Greane a Nagypályások című televíziós sorozatokból. 2019–2021 között a CBS Unikornis  című vígjátéksorozatban tűnt fel.

## Fiatalkora
Anaheimben (Kalifornia) született. Felsőfokú tanulmányait a San José Állami Egyetemen végezte.

## Pályafutása
Egyik legjelentősebb szerepe a 2008-as Miracle at St. Anna című háborús filmben volt. Egyéb filmjei közé tartozik a Szex, hazugság, szerelem, az Amerikai pite 4. – A zenetáborban, a Pénzed vagy életed, a 8 mérföld, A megállíthatatlan, a Transformers és a Hölgyválasz. 
2009–2012 között a CSI: Miami helyszínelők állandó szereplője volt. 2009. október 5-től Walter Simmons, a műkincstolvajokra szakosodott nyomozó szerepében jelent meg a bűnügyi sorozat epizódjaiban.

## Filmográfia

### Film
| Év   | Magyar cím                                    | Eredeti cím                                         | Szerep                          | Magyar hang         |
| ---- | --------------------------------------------- | --------------------------------------------------- | ------------------------------- | ------------------- |
| 1999 |                                               | The Bald Witch Project                              | Fred                            |                     |
| 2000 |                                               | Obstacles                                           | Fred                            |                     |
| 2002 |                                               | Pizza Wars: The Movie                               | Cornelias                       |                     |
| 2002 | Bővér szálló                                  | Sorority Boys                                       | Nagy Johnson                    | Breyer Zoltán       |
| 2002 | 8 mérföld                                     | 8 Mile                                              | Sol George                      | Ifj. Jászai László  |
| 2004 | Hölgyvadász                                   | Shall We Dance?                                     | Vern                            | Kálloy Molnár Péter |
| 2005 |                                               | Man of God                                          | Michael                         |                     |
| 2005 | Amerikai pite 4. – A zenetáborban             | American Pie Presents: Band Camp                    | Oscar                           | Simonyi Balázs      |
| 2005 | Pénzed vagy életed                            | Get Rich or Die Tryin'                              | Karl                            | Szvetlov Balázs     |
| 2007 | Szerencse dolga                               | Lucky You                                           | Card Grabber                    | Bodrogi Attila      |
| 2007 | Transformers                                  | Transformers                                        | Glen unokatestvére              | Varga Rókus         |
| 2007 |                                               | Grindin'                                            | Booker                          |                     |
| 2007 | A tűz martaléka                               | Things We Lost in the Fire                          | Neal                            | Szvetlov Balázs     |
| 2007 |                                               | Gordon Glass                                        | Gordon Glass                    |                     |
| 2008 |                                               | Miracle at St. Anna                                 | Sam Train közlegény             |                     |
| 2008 | A megállíthatatlan                            | The Express: The Ernie Davis Story                  | Jack Buckley                    | Minárovits Péter    |
| 2009 |                                               | Liquor Store Cactus                                 | Mr. Noyes                       |                     |
| 2010 |                                               | Blood Done Sign My Name                             | Herman Cozart                   |                     |
| 2010 | A varázslótanonc                              | The Sorcerer's Apprentice                           | Bennet                          | Minárovits Péter    |
| 2011 |                                               | The Lion of Judah                                   | Horace (hangja)                 |                     |
| 2013 | Harcban élve                                  | Homefront                                           | Teedo                           | Láng Balázs         |
| 2013 | Harcban élve                                  | Homefront                                           | Teedo                           | Szabó Máté          |
| 2013 |                                               | The Love Section                                    | Chris                           |                     |
| 2013 |                                               | 1982                                                | T.K. Williams                   |                     |
| 2019 |                                               | Above Suspicion                                     | Denver Rhodes                   |                     |
| 2022 | A tini nindzsa teknőcök felemelkedése: A film | Rise of the Teenage Mutant Ninja Turtles: The Movie | Raph / irodai dolgozók (hangja) | Moser Károly        |
| 2022 | Lego Star Wars: Nyári vakáció                 | Lego Star Wars: Summer Vacation                     | Finn (hangja)                   | Szatory Dávid       |
| 2024 |                                               | Naples to New York                                  | George                          |                     |
| 2025 | Bűnösök                                       | Sinners                                             | Cornbread                       | Elek Ferenc         |

Rövidfilmek
- 2004: Blessing – James
- 2010: Closer to Crazy
- 2011: Halloween Knight – Mario
- 2013: Meat and Potatoes – Lawrence Stevens

### Televízió
| Év        | Magyar cím                               | Eredeti cím                              | Szerep                           | Megjegyzések                                             |
| --------- | ---------------------------------------- | ---------------------------------------- | -------------------------------- | -------------------------------------------------------- |
| 2002      | Az elnök emberei                         | The West Wing                            | Orlando Kettles                  | 1 epizód                                                 |
| 2003      | Karen Sisco – Mint a kámfor              | Karen Sisco                              | Fuzzy Bear                       | 1 epizód                                                 |
| 2003      | A verhetetlen                            | Undefeated                               | Mack                             | tévéfilm                                                 |
| 2005      | Szex, hazugság, szerelem                 | Sex, Love & Secrets                      | Travis Cooper Jackson            | főszereplő (8 epizód)                                    |
| 2006      | Esküdt ellenségek: Különleges ügyosztály | Law & Order: Special Victims Unit        | Rudi Bixton                      | 1 epizód                                                 |
| 2006      |                                          | So Here's What Happened                  | Cliff                            | rövidfilm                                                |
| 2009      | Az utolsó órában                         | Eleventh Hour                            | Felix Lee                        | főszereplő (5 epizód)                                    |
| 2009      |                                          | The Bro Code                             | Omar                             | rövidfilm                                                |
| 2009–2012 | CSI: A helyszínelők                      | CSI: Miami                               | Walter Simmons                   | - főszereplő - 8-10. évad (63 epizód)                    |
| 2014      | Gátlástalanok                            | House of Lies                            | Slim Walters                     | 1 epizód                                                 |
| 2015–2019 | Nagypályások                             | Ballers                                  | Charles Greane                   | - főszereplő - magyar hangja: - Kálid Artúr              |
| 2018–2020 | A tini nindzsa teknőcök felemelkedése    | Rise of the Teenage Mutant Ninja Turtles | Raph (hangja)                    | - főszereplő - magyar hangja: - Moser Károly             |
| 2019–2021 | Unikornis                                | The Unicorn                              | Ben Taylor                       | - főszereplő - magyar hangja:[forrás?] - Elek Ferenc     |
| 2020      | Lego Star Wars: Ünnepi különkiadás       | The Lego Star Wars Holiday Special       | Finn (hangja)                    | - rövidfilm - magyar hangja:[forrás?] - Szatory Dávid    |
| 2021      | Fecsegő tipegők                          | Rugrats                                  | Randy Carmichael / Jake (hangja) | - főszereplő - magyar hangja: - Béres Bence (Carmichael) |
| 2022      | Ptolemy Grey utolsó napjai               | The Last Days of Ptolemy Grey            | Reggie Lloyd                     | főszereplő (3 epizód)                                    |
| 2022      | Lego Star Wars: Nyári vakáció            | Lego Star Wars: Summer Vacation          | Finn (hangja)                    | - rövidfilm - magyar hangja:[forrás?] - Szatory Dávid    |
| 2023      | True Lies – Két tűz között               | True Lies                                | Albert "Gib" Gibson Jr.          | főszereplő (13 epizód)                                   |
| 2023      | A szűz jegyében születtem                | I'm a Virgo                              | Damian Wallace                   | 1 epizód                                                 |

## Fordítás
- Ez a szócikk részben vagy egészben  az   Omar Benson Miller című angol Wikipédia-szócikk ezen változatának fordításán alapul.  Az eredeti cikk szerkesztőit annak laptörténete sorolja fel. Ez a jelzés csupán a megfogalmazás eredetét és a szerzői jogokat jelzi, nem szolgál a cikkben szereplő információk forrásmegjelöléseként.